# Großer Preis von Europa 2003
Der Große Preis von Europa 2003 (offiziell 2003 Allianz Grand Prix of Europe) fand am 29. Juni auf dem Nürburgring in Nürburg statt und war das neunte Rennen der Formel-1-Weltmeisterschaft 2003.

## Berichte

### Hintergrund
Nach dem Großen Preis von Kanada führte Michael Schumacher in der Fahrerwertung mit drei Punkten vor Kimi Räikkönen und mit 20 Punkten vor Fernando Alonso. In der Konstrukteurswertung führte Ferrari mit neun Punkten vor McLaren-Mercedes und mit 21 Punkten vor Williams-BMW.
David Coulthard bestritt seinen 150. Grand Prix.
Mit Michael Schumacher (viermal), Rubens Barrichello und Jacques Villeneuve (jeweils einmal) traten drei ehemalige Sieger zu diesem Grand Prix an.

### Training
Vor dem Sonntagsrennen fanden vier Trainingseinheiten statt – zwei am Freitag und zwei am Samstag. Die Sitzungen am Freitagvormittag und -nachmittag dauerten jeweils eine Stunde. Das dritte und letzte Training fand am Samstagmorgen statt und dauerte 45 Minuten.
Am Freitag war Olivier Panis mit einer Zeit von 1:31,197 Minuten der Schnellste, gefolgt von Mark Webber und Räikkönen.
Am Samstag wiederholte Panis seine Leistung und fuhr erneut mit 1:31,181 Minuten die Bestzeit. Ralf Schumacher und Juan Pablo Montoya belegten den zweiten und den dritten Platz.

### Qualifikation
Im ersten Qualifikationsabschnitt am Freitag (Vor-Qualifikation) fuhr Räikkönen die schnellste Runde vor Michael Schumacher und Montoya.
Im zweiten Qualifikationsabschnitt am Samstag war Räikkönen wieder der Schnellste und sicherte sich so zum ersten Mal in seiner Karriere mit 1:31,523 Minuten die Pole-Position. Michael und Ralf Schumacher folgten auf den Plätzen zwei und drei. Nick Heidfeld, der von Motorproblemen gestoppt wurde, konnte keine Zeit setzen und musste sich auf dem letzten Startplatz einreihen.

### Warm Up
Im Warm Up war Michael Schumacher der Schnellste. Ihm folgten Barrichello und Coulthard.

### Rennen
Heidfeld startete das Rennen aus der Boxengasse. In den ersten 25 Runden sah es so aus, als würde Räikkönen von seiner ersten Pole-Position aus gewinnen und seine WM-Führung zurückerobern. Dann fiel er allerdings mit einem Motorschaden aus und stattdessen konnte sich Ralf Schumacher seinen ersten Saisonsieg sichern.
Räikkönen fuhr nach dem Start zunächst schnell einen Vorsprung auf Ralf Schumacher heraus. Bei seinem ersten Tankstopp in der 16. Runde hatte er neun Sekunden Vorsprung, Michael Schumacher war weitere zehn Sekunden dahinter. Ralf Schumacher übernahm kurzzeitig die Führung und ging dann in Runde 21 ebenfalls zum Boxenstopp. Als Räikkönen wenig später ausschied, übernahm Ralf Schumacher die Führung.
In der 43. Runde kollidierten Montoya und Michael Schumacher im Kampf um den zweiten Platz. Montoya hatte den Rückstand auf Michael Schumacher nach und nach verkürzt, bis sie Seite an Seite auf der Abfahrt zur Dunlop-Kurve standen. Michael Schumacher drehte sich nach einer Berührung seines Kontrahenten beim Überholversuch von der Strecke und landete mit den Hinterreifen im Kiesbett. Drei Streckenposten und ein Feuerwehrmann schoben daraufhin den Ferrari wieder zurück auf die Strecke, Michael Schumacher war allerdings bereits auf den sechsten Platz zurückgefallen.
In der 57. Runde musste Coulthard plötzlich Alonso ausweichen, als er sich der Schikane näherte, und schied aus. „Alonso hat zehn Meter früher gebremst als in der Runde zuvor“, sagte Coulthard und schob daher jegliche Schuld von sich. Die Sportkommissare untersuchten den Vorfall, nachdem ihnen der FIA-Rennleiter Charlie Whiting einen Bericht vorgelegt hatte. Sie sprachen sowohl mit Alonso als auch mit Coulthard und Mitgliedern ihrer jeweiligen Teams. Nach Überprüfung der Telemetrie- und Videodaten wurde keinem Fahrer eine Strafe auferlegt.
Ralf Schumacher gewann schlussendlich das Rennen vor seinem Teamkollegen Montoya und Barrichello. Für Ralf Schumacher war es der fünfte Sieg in der Formel-1-Weltmeisterschaft. Alonso, Michael Schumacher, Mark Webber, Jenson Button und Heidfeld, der aus der Box startete und in die Punkte fuhr, belegten die weiteren Punkteränge.
Durch den Doppelausfall der beiden McLaren-Piloten konnte sich Williams in der Konstrukteurswertung auf Platz zwei vorbeischieben und war nun erster Verfolger von Ferrari. Michael Schumacher baute trotz seinem fünften Platz seinen Vorsprung in der Fahrerwertung aus.

## Meldeliste
| Team                       | Nr. | Fahrer                | Chassis         | Motor                 | Reifen |
| -------------------------- | --- | --------------------- | --------------- | --------------------- | ------ |
| Scuderia Ferrari Marlboro  | 01  | Michael Schumacher    | Ferrari F2002   | Ferrari 3.0 V10       | B      |
| Scuderia Ferrari Marlboro  | 02  | Rubens Barrichello    | Ferrari F2002   | Ferrari 3.0 V10       | B      |
| BMW.WilliamsF1 Team        | 03  | Juan Pablo Montoya    | Williams FW25   | BMW 3.0 V10           | M      |
| BMW.WilliamsF1 Team        | 04  | Ralf Schumacher       | Williams FW25   | BMW 3.0 V10           | M      |
| West McLaren Mercedes      | 05  | David Coulthard       | McLaren MP4-17D | Mercedes-Benz 3.0 V10 | M      |
| West McLaren Mercedes      | 06  | Kimi Räikkönen        | McLaren MP4-17D | Mercedes-Benz 3.0 V10 | M      |
| Mild Seven Renault F1 Team | 07  | Jarno Trulli          | Renault R23     | Renault 3.0 V10       | M      |
| Mild Seven Renault F1 Team | 08  | Fernando Alonso       | Renault R23     | Renault 3.0 V10       | M      |
| Sauber Petronas            | 09  | Nick Heidfeld         | Sauber C22      | Petronas 3.0 V10      | B      |
| Sauber Petronas            | 10  | Heinz-Harald Frentzen | Sauber C22      | Petronas 3.0 V10      | B      |
| Jordan-Ford                | 11  | Giancarlo Fisichella  | Jordan EJ13     | Ford RS 3.0 V10       | B      |
| Jordan-Ford                | 12  | Ralph Firman          | Jordan EJ13     | Ford RS 3.0 V10       | B      |
| Jaguar Racing              | 14  | Mark Webber           | Jaguar R4       | Cosworth 3.0 V10      | M      |
| Jaguar Racing              | 15  | Antonio Pizzonia      | Jaguar R4       | Cosworth 3.0 V10      | M      |
| Lucky Strike BAR Honda     | 16  | Jacques Villeneuve    | BAR 005         | Honda 3.0 V10         | B      |
| Lucky Strike BAR Honda     | 17  | Jenson Button         | BAR 005         | Honda 3.0 V10         | B      |
| Minardi F1 Team            | 18  | Justin Wilson         | Minardi PS03    | Cosworth 3.0 V10      | B      |
| Minardi F1 Team            | 19  | Jos Verstappen        | Minardi PS03    | Cosworth 3.0 V10      | B      |
| Panasonic Toyota Racing    | 20  | Olivier Panis         | Toyota TF103    | Toyota 3.0 V10        | M      |
| Panasonic Toyota Racing    | 21  | Cristiano da Matta    | Toyota TF103    | Toyota 3.0 V10        | M      |

## Klassifikationen

### Qualifying
| Pos. | Fahrer                | Konstrukteur     | Q1         | Q2         | Start |
| ---- | --------------------- | ---------------- | ---------- | ---------- | ----- |
| 01   | Kimi Räikkönen        | McLaren-Mercedes | 1:29,989   | 1:31,523   | 01    |
| 02   | Michael Schumacher    | Ferrari          | 1:30,353   | 1:31,555   | 02    |
| 03   | Ralf Schumacher       | Williams-BMW     | 1:30,522   | 1:31,619   | 03    |
| 04   | Juan Pablo Montoya    | Williams-BMW     | 1:30,378   | 1:31,765   | 04    |
| 05   | Rubens Barrichello    | Ferrari          | 1:30,842   | 1:31,780   | 05    |
| 06   | Jarno Trulli          | Renault          | 1:31,143   | 1:31,976   | 06    |
| 07   | Olivier Panis         | Toyota           | 1:57,357   | 1:32,350   | 07    |
| 08   | Fernando Alonso       | Renault          | 1:31,533   | 1:32,424   | 08    |
| 09   | David Coulthard       | McLaren-Mercedes | 1:30,903   | 1:32,742   | 09    |
| 10   | Cristiano da Matta    | Toyota           | keine Zeit | 1:32,949   | 10    |
| 11   | Mark Webber           | Jaguar-Cosworth  | 1:35,972   | 1:33,066   | 11    |
| 12   | Jenson Button         | BAR-Honda        | 1:32,479   | 1:33,395   | 12    |
| 13   | Giancarlo Fisichella  | Jordan-Ford      | 1:32,196   | 1:33,553   | 13    |
| 14   | Ralph Firman          | Jordan-Ford      | 1:53,893   | 1:33,827   | 14    |
| 15   | Heinz-Harald Frentzen | Sauber-Petronas  | 1:57,435   | 1:34,000   | 15    |
| 16   | Antonio Pizzonia      | Jaguar-Cosworth  | 1:57,435   | 1:34,159   | 16    |
| 17   | Jacques Villeneuve    | BAR-Honda        | keine Zeit | 1:34,596   | 17    |
| 18   | Jos Verstappen        | Minardi-Cosworth | 1:55,921   | 1:36,318   | 18    |
| 19   | Justin Wilson         | Minardi-Cosworth | 1:54,546   | 1:36,485   | 19    |
| 20   | Nick Heidfeld         | Sauber-Petronas  | 1:52,300   | keine Zeit | Box   |

Anmerkungen
1. ↑  Heidfeld musste aus der Boxengasse starten, da an seinem Wagen Teile ausgetauscht wurde, als er unter Parc-fermé-Bedingungen stand.

### Rennen
| Pos. | Fahrer                | Konstrukteur     | Runden | Stopps | Zeit        | Start | Schnellste Runde |
| ---- | --------------------- | ---------------- | ------ | ------ | ----------- | ----- | ---------------- |
| 01   | Ralf Schumacher       | Williams-BMW     | 60     | 2      | 1:34:43,622 | 03    | 1:32,826 (34.)   |
| 02   | Juan Pablo Montoya    | Williams-BMW     | 60     | 2      | + 16,821    | 04    | 1:33,094 (59.)   |
| 03   | Rubens Barrichello    | Ferrari          | 60     | 2      | + 39,673    | 05    | 1:33,200 (15.)   |
| 04   | Fernando Alonso       | Renault          | 60     | 2      | + 1:05,731  | 08    | 1:33,307 (17.)   |
| 05   | Michael Schumacher    | Ferrari          | 60     | 2      | + 1:06,162  | 02    | 1:32,904 (34.)   |
| 06   | Mark Webber           | Jaguar-Cosworth  | 59     | 2      | + 1 Runde   | 11    | 1:34,191 (37.)   |
| 07   | Jenson Button         | BAR-Honda        | 59     | 2      | + 1 Runde   | 12    | 1:34,208 (14.)   |
| 08   | Nick Heidfeld         | Sauber-Petronas  | 59     | 2      | + 1 Runde   | Box   | 1:34,541 (23.)   |
| 09   | Heinz-Harald Frentzen | Sauber-Petronas  | 59     | 3      | + 1 Runde   | 15    | 1:33,994 (33.)   |
| 10   | Antonio Pizzonia      | Jaguar-Cosworth  | 59     | 3      | + 1 Runde   | 16    | 1:34,915 (47.)   |
| 11   | Ralph Firman          | Jordan-Ford      | 58     | 2      | + 2 Runden  | 14    | 1:35,328 (29.)   |
| 12   | Giancarlo Fisichella  | Jordan-Ford      | 58     | 3      | + 2 Runden  | 13    | 1:34,656 (29.)   |
| 13   | Justin Wilson         | Minardi-Cosworth | 58     | 2      | + 2 Runden  | 19    | 1:36,709 (19.)   |
| 14   | Jos Verstappen        | Minardi-Cosworth | 57     | 2      | + 3 Runden  | 18    | 1:37,365 (03.)   |
| 15   | David Coulthard       | McLaren-Mercedes | 56     | 2      | DNF         | 09    | 1:33,236 (12.)   |
| –    | Cristiano da Matta    | Toyota           | 53     | 3      | DNF         | 10    | 1:33,398 (15.)   |
| –    | Jacques Villeneuve    | BAR-Honda        | 51     | 2      | DNF         | 17    | 1:35,100 (45.)   |
| –    | Jarno Trulli          | Renault          | 37     | 1      | DNF         | 06    | 1:33,348 (13.)   |
| –    | Olivier Panis         | Toyota           | 37     | 2      | DNF         | 07    | 1:33,583 (08.)   |
| –    | Kimi Räikkönen        | McLaren-Mercedes | 25     | 1      | DNF         | 01    | 1:32,621 (14.)   |

## WM-Stände nach dem Rennen
Die ersten acht des Rennens bekamen 10, 8, 6, 5, 4, 3, 2 bzw. 1 Punkt(e).

### Fahrerwertung
| Pos. | Fahrer               | Konstrukteur     | Punkte |
| ---- | -------------------- | ---------------- | ------ |
| 01   | Michael Schumacher   | Ferrari          | 58     |
| 02   | Kimi Räikkönen       | McLaren-Mercedes | 51     |
| 03   | Ralf Schumacher      | Williams-BMW     | 43     |
| 04   | Juan Pablo Montoya   | Williams-BMW     | 39     |
| 05   | Fernando Alonso      | Renault          | 39     |
| 06   | Rubens Barrichello   | Ferrari          | 37     |
| 07   | David Coulthard      | McLaren-Mercedes | 25     |
| 08   | Jarno Trulli         | Renault          | 13     |
| 09   | Giancarlo Fisichella | Jordan-Ford      | 10     |
| 10   | Jenson Button        | BAR-Honda        | 10     |

| Pos. | Fahrer                | Konstrukteur     | Punkte |
| ---- | --------------------- | ---------------- | ------ |
| 11   | Mark Webber           | Jaguar-Cosworth  | 9      |
| 12   | Heinz-Harald Frentzen | Sauber-Petronas  | 7      |
| 13   | Cristiano da Matta    | Toyota           | 3      |
| 14   | Jacques Villeneuve    | BAR-Honda        | 3      |
| 15   | Nick Heidfeld         | Sauber-Petronas  | 2      |
| 16   | Olivier Panis         | Toyota           | 1      |
| 17   | Ralph Firman          | Jordan-Ford      | 1      |
| 18   | Antonio Pizzonia      | Jaguar-Cosworth  | 0      |
| 19   | Jos Verstappen        | Minardi-Cosworth | 0      |
| 20   | Justin Wilson         | Minardi-Cosworth | 0      |

### Konstrukteurswertung
| Pos. | Konstrukteur     | Punkte |
| ---- | ---------------- | ------ |
| 01   | Ferrari          | 95     |
| 02   | Williams-BMW     | 82     |
| 03   | McLaren-Mercedes | 76     |
| 04   | Renault          | 52     |
| 05   | BAR-Honda        | 13     |

| Pos. | Konstrukteur     | Punkte |
| ---- | ---------------- | ------ |
| 06   | Jordan-Ford      | 11     |
| 07   | Sauber-Petronas  | 9      |
| 08   | Jaguar-Cosworth  | 9      |
| 09   | Toyota           | 4      |
| 10   | Minardi-Cosworth | 0      |